# Oreolalax granulosus
Espèce
Statut de conservation UICN

 NT  : Quasi menacé
Oreolalax granulosus est une espèce d'amphibiens de la famille des Megophryidae.

## Répartition
Cette espèce est endémique du Sud-Ouest de la province du Yunnan en République populaire de Chine. Elle se rencontre entre 2 300 et 2 450 m d'altitude dans le xian de Jingdong,.

## Publication originale
- Fei, Ye & Huang, 1990 : Key to Chinese Amphibians. Chongqing, China, Publishing House for Scientific and Technological Literature, p. 1-364.